# Retinella stabilei
Retinella stabilei es una especie de molusco gasterópodo de la familia Zonitidae en el orden de los Stylommatophora.

## Distribución geográfica
Es  endémica de Italia.

## Hábitat
Su hábitat natural son: bosques templados. 